# Kiyoshi Ōkuma
Kiyoshi Ōkuma (大熊 清?, Ōkuma Kiyoshi; Saitama, 21 giugno 1964) è un ex calciatore e allenatore di calcio giapponese, attuale tecnico del Cerezo Osaka.

## Palmarès
- Japan Football League: 1

Tokyo Gas: 1998
- J. League Division 2: 1

FC Tokyo: 2011
- Coppa dell'Imperatore: 1

FC Tokyo: 2011